# 阿富汗护照
阿富汗护照，是阿富汗发放给阿富汗公民的护照（一种国际旅行文件），于1880年首次签发。2021年喀布尔陷落后，阿富汗伊斯兰酋长国恢复签发印有阿富汗伊斯兰共和国名称的护照，但该政府和护照仍有待各国承认。
根据2025年1月8日发布的亨利护照指数，阿富汗护照可免签证、落地签证或电子签证入境26个国家和地区，位居世界第106，排名垫底。

## 历史
2011年，阿富汗政府发放外交和公务可機讀護照，而阿富汗于2013年向该国所有公民发放可機讀護照，申请费为5,000阿富汗尼（折合100美元）。